# 迷你雪納瑞
迷你雪納瑞（英語：Miniature Schnauzer，又稱迷你史納莎）是雪納瑞家族中的小型犬種，於19世紀中後期產於德國。迷你雪納瑞是由標準雪納瑞和許多小型犬，包括貴賓犬 、迷你杜賓犬或是艾芬篤賓犬配種衍生而來。

## 外表

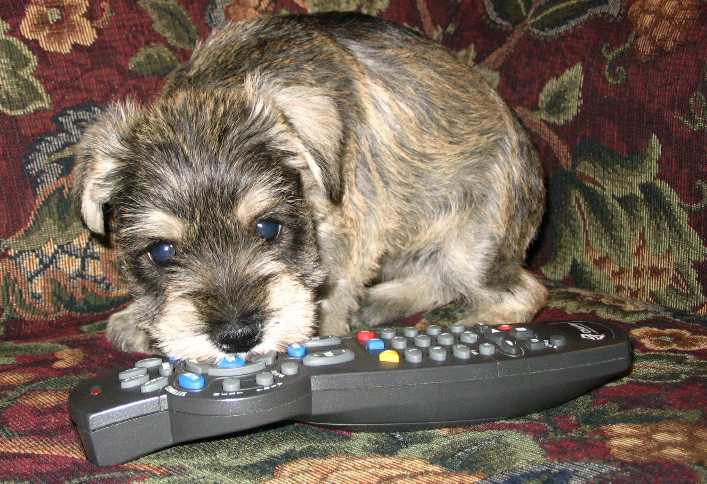
約五個月大的迷你雪納瑞幼犬。

迷你雪納瑞的外表是非常的有特色，他們是結實、健壯，並且「方方正正」的（身體的長度和腳至肩膀的高度是相同的）、很可愛、脾氣也很好。迷你雪納瑞具有長鬍鬚、眉毛，腿上也羽狀的毛，耳根位置高，向前折下，尾根高，保持水平以上；他們具有長又厚實的毛，使得他們具有養在家中的寵物狗的外表。美國犬業俱樂部所認定的迷你雪納瑞只有三種顏色，黑色、胡椒色（salt and pepper）和銀黑色。
迷你雪納瑞的高度（腳至肩膀）通常為30至38公分，重量為4.5至8公斤。

## 歷史

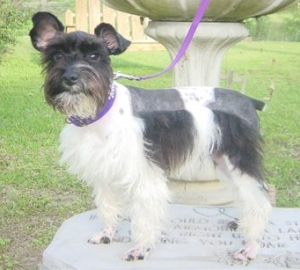
黑白混色的迷你雪納瑞；雖然犬業協會的正式認定中，迷你雪納瑞並沒有這種顏色，但這是實際上存在的品種。

關於迷你雪納瑞最早的紀錄是在19世紀末期的德國，在早期的培養階段，是希望藉由小型品種的混血，將標準雪納瑞的體型減小，產生迷你型的雪納瑞。
在與其他品種例如迷你杜賓犬或是艾芬篤賓犬混血之後，產生了一個意外的副作用，使得新種雪納瑞的毛色與最初的目的不符，因此包括白色等這些毛色「錯誤」的幼犬就被從育種計畫中排除。

## 外部連結
- 加拿大迷你雪納瑞犬會 （页面存档备份，存于）
- 美國迷你雪納瑞犬會
- 英國雪納瑞犬會 （页面存档备份，存于）
- 愛沙尼亞雪納瑞犬會
- 維多利亞雪納瑞犬會